# Vilvoorde
Vilvoorde (franceză Vilvorde) este un oraș din regiunea Flandra, Belgia.
Orașul reprezintă leagănul unei importante minorități spaniole. În centrul orașului, 1 din 10 locuitori este de naționalitate spaniolă și raportul între belgieni și cei cu rădăcini spaniole este și mai mare. Cei mai mulți au emigrat după al doilea război mondial din Peñarroya-Pueblonuevo, provincia Andaluzia.
Din anul 2000 până la 1 august 2007, primarul orașului Vilvoorde a fost ex-prim-ministrul belgian Jean-Luc Dehaene. Marino Keulen (Open VLD), Ministrul Afacerilor Interne, l-a desemnat pe Marc Van Asch ca noul primar al orașului Vilvoorde. Van Asch a fost membru al consiliului municipal de mulți ani. Limba oficială a orașului Vilvoorde este flamanda. 